# Virgílio Marques Mendes
Virgílio Marques Mendes, meglio noto come Virgílio (Loures, 17 novembre 1926 – Porto, 24 aprile 2009), è stato un calciatore portoghese, di ruolo difensore.

## Carriera

### Nazionale
Esordisce il 27 febbraio 1949 contro l'Italia (4-1). Il 22 dicembre del 1957 indossa per la prima volta la fascia di capitano, scendendo in campo nella sfida contro l'Italia, persa 3-0. Gioca altri otto incontri da capitano, lasciando la Nazionale nel 1960, dopo aver totalizzato 39 gettoni.

## Palmarès

### Club

#### Competizioni nazionali
- Campionato portoghese: 2

Porto: 1955-1956, 1958-1959
- Coppa di Portogallo: 2

Porto: 1955-1956, 1957-1958